# لماذا لم يكن هناك فنانات عظيمات؟
«لماذا لم يكن هناك فنانات عظيمات؟» هو مقال نشر في عام 1971 لمؤرخة الفن الأمريكية ليندا نوتشلين. تمت الإشادة به لطرحه وجهة نظر جديدة في تاريخ الفن النسوي ونظرياته، ودراسته للعقبات المؤسسية التي تمنع المرأة من النجاح في الفنون.

## المحتوى
في هذا المقال، تدرس نوتشلين العقبات المؤسسية - على عكس العقبات الفردية - التي منعت النساء في الغرب من النجاح في المجال الفني، قسمت حجتها إلى عدة أقسام، يتكلم أوله عن الافتراضات المتضمنة في عنوان المقال، ثم يليه «سؤال العري» و«إنجاز السيدة» و«النجاحات» و«روسا بونهور». في المقدمة تعترف نوتشلين أن «الارتفاع الأخير في النشاط النسوي» في أمريكا كان شرطاً لتحقيقها حيال الأسس الأيديولوجية لتاريخ الفن، وتذكر أيضًا قول جون ستيوارت ميل «إننا نميل إلى قبول كل ما هو طبيعي». في الختام قالت: «لقد حاولت التعامل مع أحد الأسئلة المستخدمة دائما لتحدي مطالبة النساء بالمساواة الحقيقية بدلاً من المساواة الرمزية، من خلال فحص القاعدة الفكرية الخاطئة بأكملها والتي يستند عليها السؤال 'لماذا لم يكن هناك فنانات عظيمات؟'. قمت بذلك من خلال التشكيك في صحة صياغة المشكلات المزعومة عامةً و» مشكلة«النساء على وجه التحديد، ثم التحقيق في بعض قيود مجال تاريخ الفن بحد ذاته».

## تاريخ النشر وإرثه
نُشر المقال لأول مرة في عام 1971 تحت عنوان «لماذا ليس هناك فنانات عظيمات؟» «المرأة في المجتمع المتحيز جنسيًا: دراسات في القوة والعجز» ثم تمت مراجعته وإعادة تسميته بعنوان «لماذا لم يكن هناك فنانات عظيمات؟» وتم نشره في عدد يناير 1971 من مجلة ArtNews. تم إصداره أيضًا مع مقالات وصور أخرى في الفن والسياسة الجنسية: لماذا لم تكن هناك فنانات عظيمات؟ (1971، حرره توماس ب. هيس وإليزابيث سي بيكر). تمت إعادة طباعة المقال بانتظام منذ ذلك الحين، بما في ذلك في كتاب نوتشلين: النساء والفن والقوة ومقالات أخرى (1988) والكتاب: الفنانات النساء: قارئة ليندا نوتشلين (2015، تم تحريره بواسطة ماورا رايلي ونوتشلين).
مقال «لماذا لم يكن هناك فنانات عظيمات؟» يعتبر عمومًا قراءة مطلوبة في مجالات تاريخ الفن النسوي ونظرية الفن النسوي لأنه ينتقد الحواجز المؤسسية التي واجهتها النساء الغربيات تاريخيًا في الفنون البصرية. تأخذ نوتشلين بعين الاعتبار تاريخ افتقار النساء إلى التعليم الفني وكذلك طبيعة الفن والعبقرية الفنية كما هي محددة حاليًا. كان المقال أيضًا بمثابة دافع مهم لإعادة اكتشاف الفنانات النساء، يتليه معرض الفنانات: 1550-1950. وصفته إلينور مونرو بأنه "بداية حقبة"، ووفقًا لميريام فان ريجسينجين "يعتبر منشأ تاريخ الفن النسوي.
لعنوان المقال ومحتواه عددًا من المقالات والمنشورات حول انعدام وجود النساء في مجالات مهنية معينة، مثل «لماذا ليس هناك طاهيات عظيمات؟» بقلم شارلوت دروكمان (2010). في عام 1989، أقيم معرض بهدف زيادة ظهور الفنانات بعنوان «عمل المرأة: المعرض المئوي لاستعراض فن النساء في مونتانا 1889-1989»، وكان مستوحى من مساهمة نوتشلين الرائدة.

## روابط خارجية
- «لماذا لم يكن هناك فنانات عظيمات؟»